# Сарыев, Зульфугар Гусейн оглы
Зульфугар Гусейн оглы Сарыев (азерб. Zülfüqar Hüseyn oğlu Sarıyev; январь 1883, Шуша, Елизаветпольская губерния — 1969, Баку) — азербайджанский оперный певец (тенор), исполнитель мугама. Заслуженный артист Азербайджанской ССР (1940).

## Биография и творчество
Зульфугар Гусейн оглу Сариев родился в январе 1883 года (в некоторых источниках 1888 года) в городе Шуша. Поскольку его отец рано умер, он с детства был вынужден работать вместе с братом. 
Увлечение мугамом и национальной музыкой, а также наличие голосовых возможностей открыли ему дорогу к карьере певца. У известных ханенде своего времени и по граммофонным валам он изучил азербайджанские мугамы.
С 1917 года Зульфугар Сариев начал выступать на меджлисах, с 1920 года на оперной сцене. На протяжении карьеры работал с Гусейнгулу Сарабски, Гусейнага Гаджибабабековым, Соной Багировой, Сурейей Каджар, Агигат Рзаевой, Али Зулаловым, позже с Ханларом Хагвердиевым, Алиовсатом Садыговым, Ширзадом Гусейновым и другими. 
На сцене Азербайджанского государственного академического театра оперы и балета Зульфугар Сариев исполнял различные роли в операх Узеира Гаджибекова «Лейли и Меджнун», «Асли и Керем», «Кёроглы», Зульфугара Гаджибекова «Ашуг-Гариб», Муслима Магомаева «Шах Исмаил».
Несмотря на особые исполнительские способности и лирический теноровый голос, Зульфугар Сариев всегда был вынужден играть второстепенные роли в силу того, что он был низкорослым.
Помимо оперных постановок в сопровождении Азербайджанского государственного народного инструментального оркестра Зульфугар Сариев выступал на концертах, организованных во дворцах культуры Баку с такими певцами, как Хан Шушинский, Гусейнага Гаджибабабеков, Зульфи Адигезалов, Ханлар Хагвердиев, Алиовсат Садыгов, Мунаввар Калантарлы.
27 апреля 1940 года Зульфугар Сариев удостоен почетного звания «Заслуженный артист Азербайджанской ССР».
Умер в 1969 году в Баку.